# Straßenradsport-Weltmeisterschaften 1921
Die Straßenradsport-Weltmeisterschaft 1921 fand in Kopenhagen statt und war die erste Weltmeisterschaft im Straßenrennen in der Geschichte des Radsports. Zum Rennen waren nur Amateure zugelassen, da es nach Ansicht der Union Cycliste Internationale (UCI) zu wenig Profis für ein eigenes Rennen gab.

## Rennverlauf
Die Rennstrecke verlief über 190 Kilometer. Weltmeister wurde 27-jährige Schwede Gunnar Sköld. Er erreichte ein Stundenmittel von 30,2 Kilometern. 

## Siegerliste
| Platz | Athlet         | Land | Zeit      |
| ----- | -------------- | ---- | --------- |
| 1     | Gunnar Sköld   | SWE  | 6:18:17 h |
| 2     | Willum Nielsen | DEN  |           |
| 3     | Charlie Davey  | GBR  |           |